# Coolidge, Arizona
Coolidge je grad u američkoj saveznoj državi Arizona. Prema popisu stanovništva iz 2010. u njemu je živjelo 11,825 stanovnika.